# Code Red (album de DJ Jazzy Jeff and The Fresh Prince)
Pour les articles homonymes, voir Code Red (homonymie).
Albums de DJ Jazzy Jeff and the Fresh Prince
Homebase
(1991) Greatest Hits
(1998)
Singles
1. Boom! Shake the Room
Sortie : 16 août 1993
2. I'm Looking for the One
Sortie : 8 novembre 1993
3. Can't Wait to Be with You
Sortie : 13 février 1994
4. Twinkle Twinkle (I'm Not a Star)
Sortie : 26 juin 1994
5. I Wanna Rock
Sortie : 23 juillet 1994

Code Red est le cinquième et dernier album studio de DJ Jazzy Jeff and the Fresh Prince, sorti le 12 octobre 1993.
L'album s'est classé 39e au Top R&B/Hip-Hop Albums et 64e au Billboard 200.

## Liste des titres
| No  | Titre                                   | Contient un (des) sample(s) de | Durée |
| --- | --------------------------------------- | --- | ----- |
| 1.  | Somethin' Like Dis                      | Good Times de Chic La Di Da Di de Doug E. Fresh et Slick Rick Rock Box de Run–D.M.C. Freedom de Grandmaster Flash and The Furious Five The Magnificent Jazzy Jeff de DJ Jazzy Jeff & the Fresh Prince | 4:08  |
| 2.  | I'm Looking for the One (To Be With Me) | Tell Me if You Still Care du S.O.S. Band Funky President de James Brown Hip Hop Hooray de Naughty by Nature                                                                                           | 4:35  |
| 3.  | Boom! Shake the Room                    | Funky Worm des Ohio Players The Jones' (12" Surgery Mix) des Temptations | 3:49  |
| 4.  | Can't Wait to Be with You               | Atomic Dog de George Clinton | 3:51  |
| 5.  | Twinkle Twinkle (I'm Not A Star)        | It's a New Day des Skull Snaps I Wanna Thank You de Johnny « Guitar » Watson Black Steel in the Hour of Chaos de Public Enemy Twinkle, Twinkle, Little Star de Jane Taylor                            | 5:23  |
| 6.  | Code Red                                | Atomic Dog de George Clinton Bounce, Rock, Skate, Roll de Vaughan Mason & Crew | 3:30  |
| 7.  | Shadow Dreams                           | Date With the Rain d'Eddie Kendricks | 4:05  |
| 8.  | Just Kickin' It                         | Mystic Voyage du Roy Ayers Ubiquity | 4:11  |
| 9.  | Ain't No Place like Home                | Melody for Thelma de Blue Mitchell La Di Da Di de Doug E. Fresh et Slick Rick | 5:08  |
| 10. | I Wanna Rock                            | It Takes Two de Rob Base & DJ E-Z Rock All Night Long des Mary Jane Girls I Can't Live Without My Radio de LL Cool J                                                                                  | 6:19  |
| 11. | Scream                                  | That's the Way (I Like It) de KC and the Sunshine Band Jump de Kris Kross | 4:31  |
| 12. | Boom! Shake the Room (Street Remix)     | Superfluous d'Eddie Harris Mama Said Knock You Out de LL Cool J | 4:30  |